# Insolació
|  | Per a altres significats, vegeu «Insolació (patologia)». |

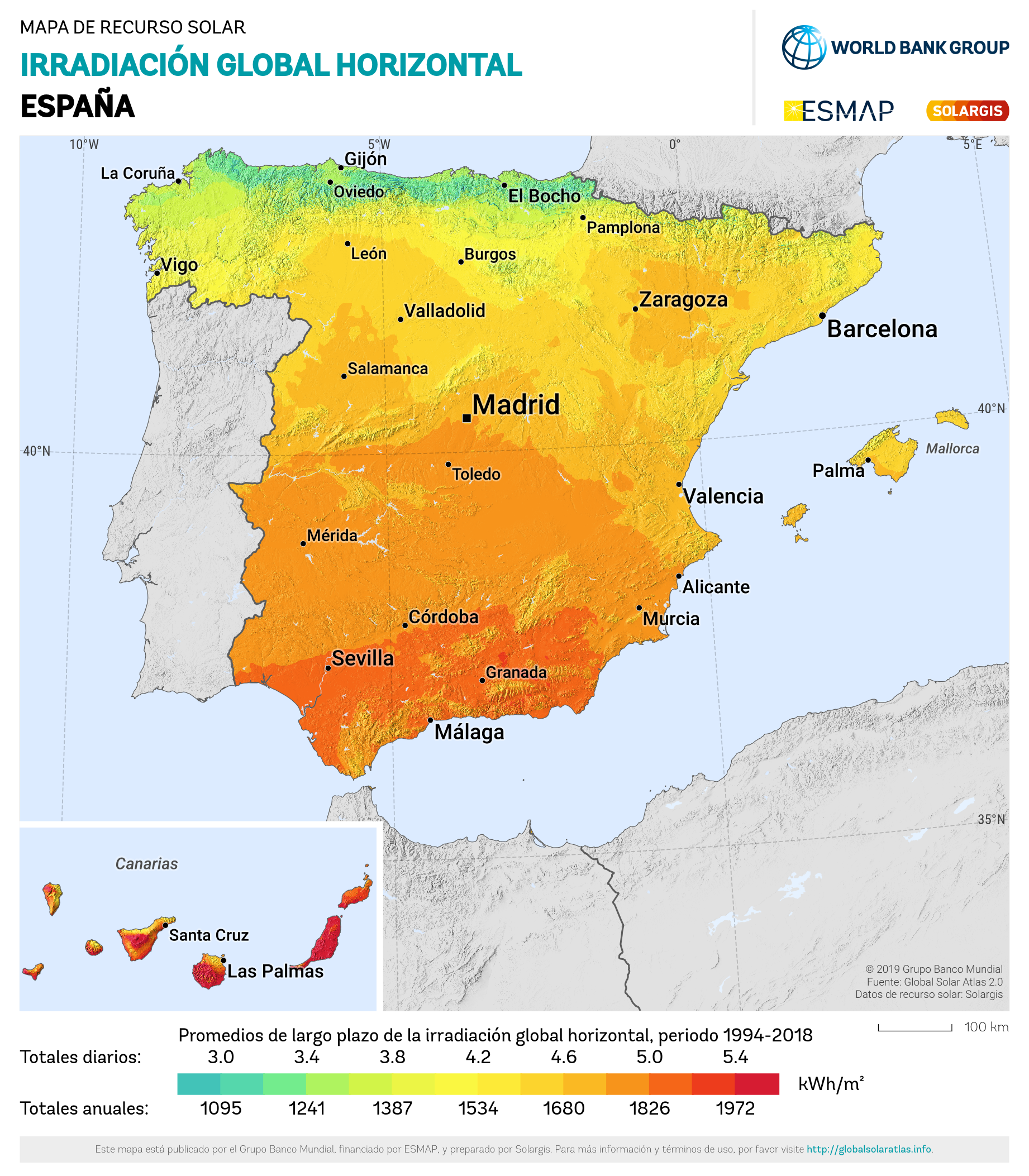
Insolació a Espanya

La insolació en meteorologia és el mesurament de l'energia de radiació solar rebuda en una superfície i en un període donats. Dit d'una altra manera, és el temps durant el qual un lloc està exposat al Sol. Comunament s'expressa com la irradiància mitjana en watts per metre quadrat (W/m²) o en kilowatt hora per metre quadrat i per dia (kW·h/(m²·dia)) (o hores/dia). En el cas d'aplicació fotovoltaica normalment es mesura com kWh/(kWp·y) (kilowatt hora per any per taxa de kilowatt pic). Per convenció, hi ha insolació si la il·luminació rebuda és com a mínim igual a 120 Watts per metre quadrat. (francès)
S'anomena insolació absoluta a les hores que el sol ha brillat durant un període determinat i la insolació relativa al quocient entre la insolació absoluta i les hores que el sol ha estat per sobre l'horitzó en el mateix període en el qual s'ha determinat la insolació absoluta.
L'objecte sobre la qual impacta la radiació solar pot ser un planeta, un objecte terrestre dins l'atmosfera d'un cos celeste exposat als raigs solars fora d'una atmosfera, incloent una nau espacial. Una part de la radiació solar serà absorbida mentre la resta serà reflectida. Normalment l'energia solar absorbida es transforma en energia tèrmica, causant un increment de la temperatura de l'objecte. Tanmateix, alguns sistemes poden emmagatzemar o convertir una part de l'energia solar en una altra forma d'energia, com ocorre en els sistemes fotovoltaics o en les plantes fotosintètiques. La proporció de la radiació reflectida depèn de la reflectivitat dels objectes altrament dita, en aquest cas, albedo.

## Efecte de projecció

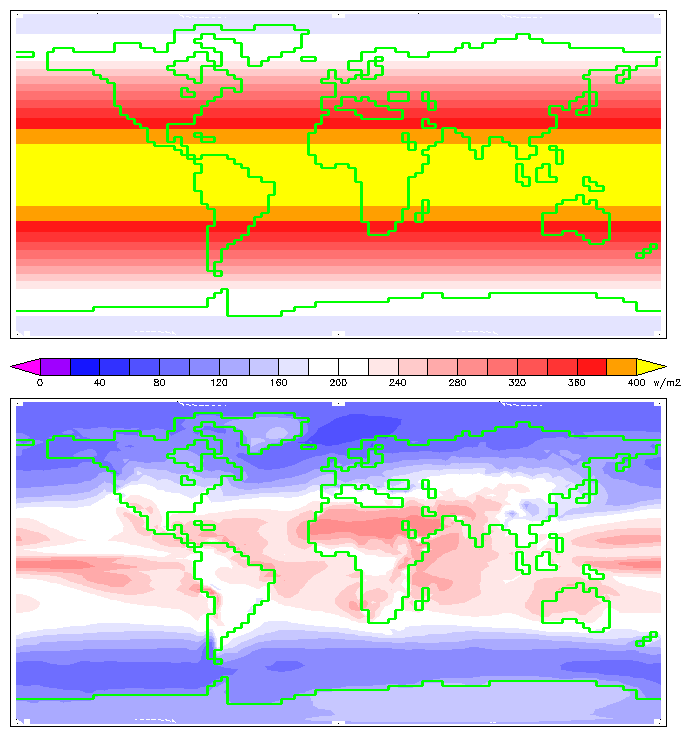
Insolació mitjana sobre la superfície de la terra registrada a part superior de l'atmosfera terrestre.

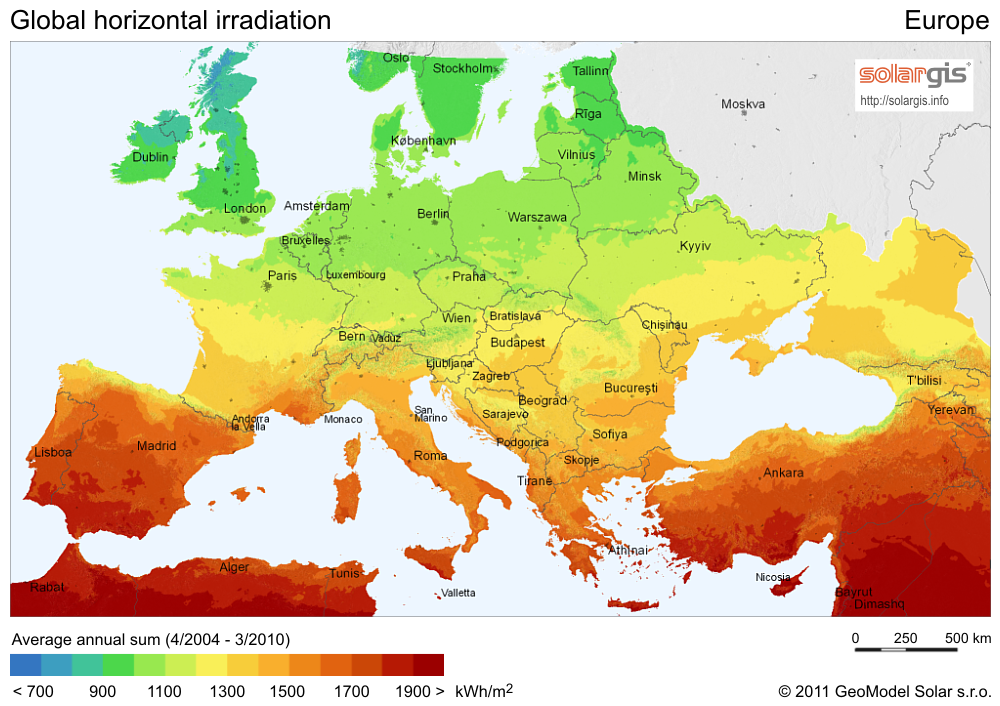
Insolació mitjana a Europa

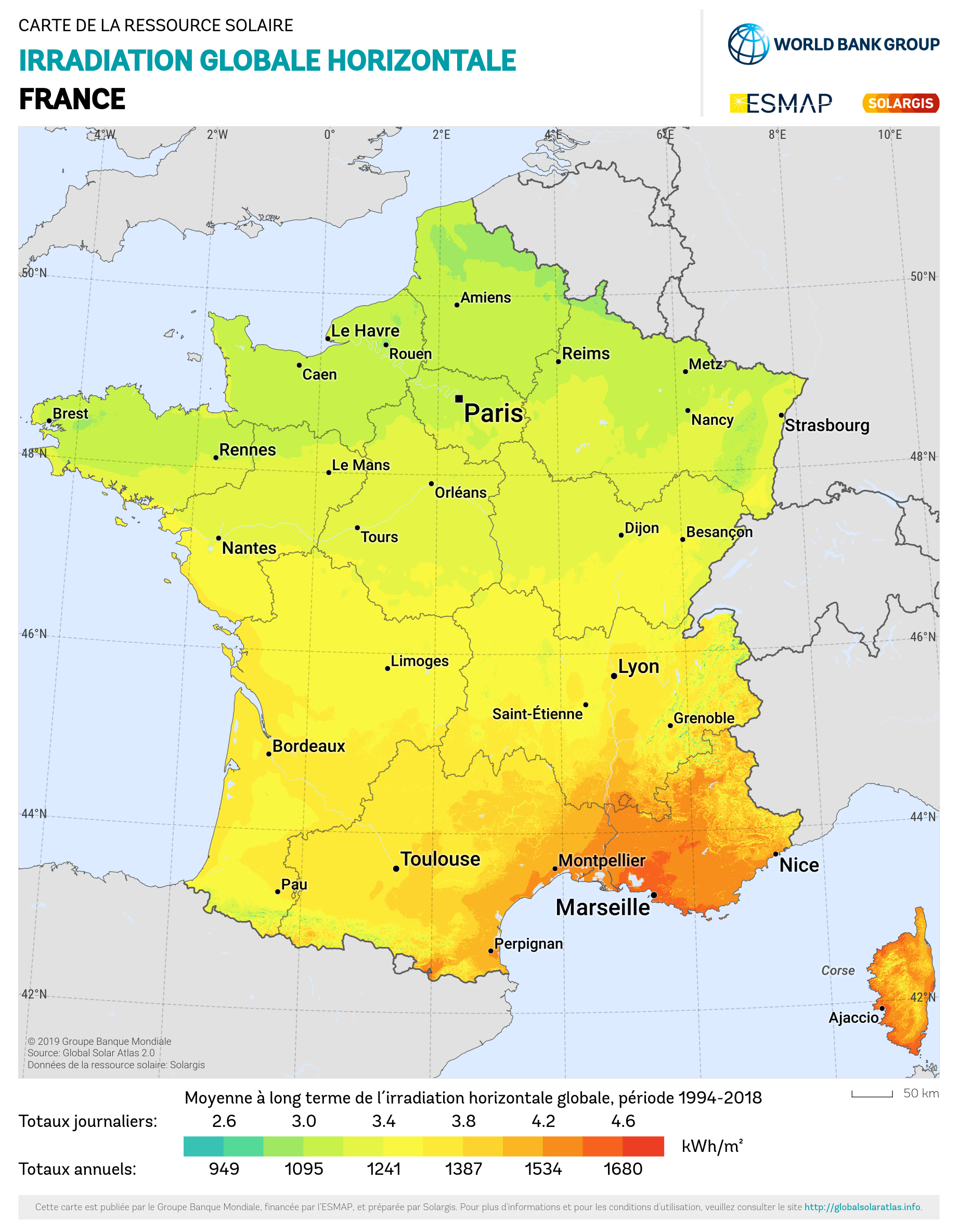
Radiació solar a França

La insolació en una superfície és més gran quan aquesta superfície s'encara directament cap al Sol. La insolació es redueix en proporció al cosinus de l'angle que es forma entre la superfície i els raigs de Sol. En el cas que l'angle que es presenti estigui entre la superfície i la columna de radiació solar, més que no pas, entre la direcció vertical i la columna de llum solar, serà el sinus i no pas el cosinus el que és apropiat pels càlculs. La trigonometria ens diu que el sinus d'un angle de 30° angle és; 1/2, mentre que el sinus d'un angle de 90° és;1. Per tant, la columna de llum solar incidint sobre la superfície amb un angle de 30° que estendrà la mateixa quantitat de llum sobre el doble de la superfície. Com a conseqüència la quantitat de llum que es rep en cada km² és només la meitat.
Aquest 'efecte de la projecció' és la raó principal que fa que les regions polars siguin més fredes que la regió equatorial de la terra i altres planetes. De mitjana anual els pols reben menys insolació que la que rep l'Equador, ja que en els pols de la Terra els angles d'incidència dels raigs del Sol són menors.

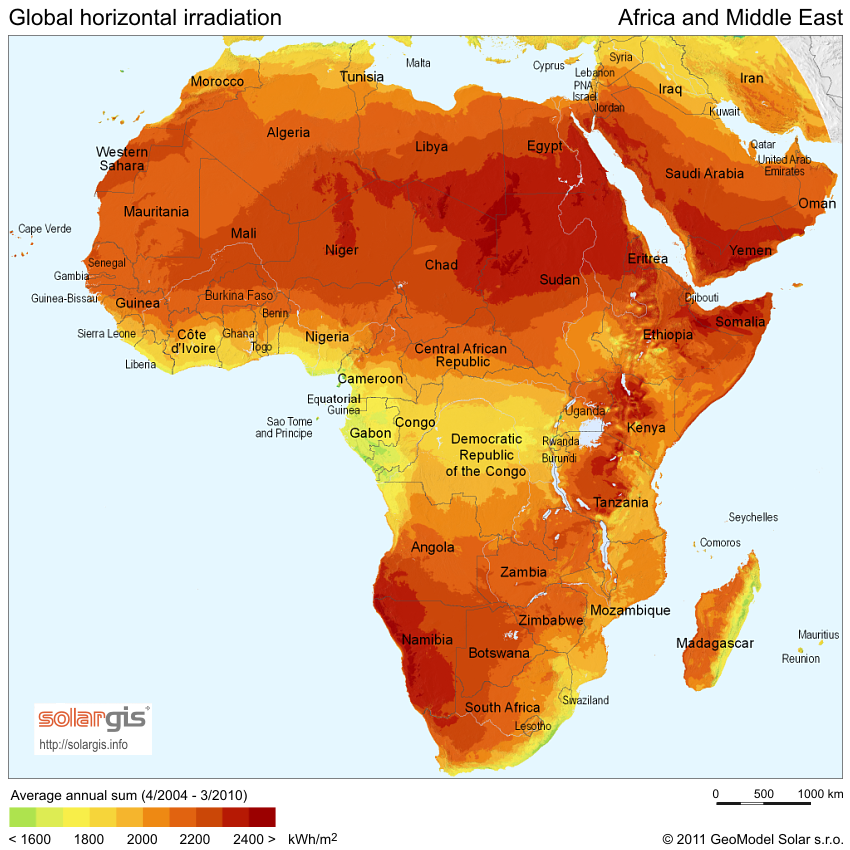
Radiació solar en Àfrica i Mitjà Orient

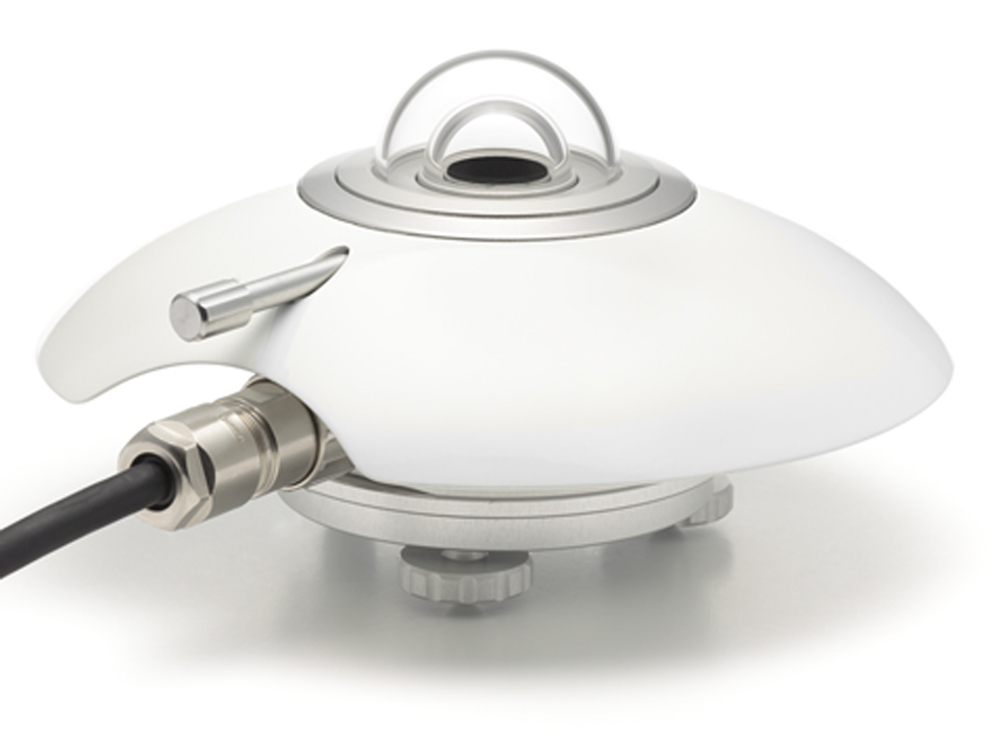
Un piranòmetre,que mesura l'insolació

## Insolació a la Terra
La insolació directa és la irradiància solar mesurada en una localitat donada de la Terra sobre una superfície perpendicular als raigs del Sol, excloent la radiació difusa (la radiació solar que és dispersada o reflectida pels components atmosfèrics en el cel). La insolació directa és igual a la constant solar menys les pèrdues atmosfèriques degudes a l'absorció electromagnètica i la dispersió de la llum. Mentre que la constant solar varia amb la distància de la Terra al Sol i el cicle solar, les pèrdues depenen del temps diari (la llargada de recorregut de la llum a través de l'atmosfera depenent de l'angle d'elevació solar, la coberta de núvols, el contingut d'humitat i altres impureses de l'atmosfera. La insolació és fonamentalment un factor abiòtic. que afecta el metabolisme de les plantes i el comportament dels animals.
En el decurs de l'any la insolació mitjana que arriba a la part superior de l'atmosfera de la Terra a cada punt és aproximadament 1.366 watts per metre quadrat (vegeu constant solar). L'energia radiant es distribueix al llarg de tot l'espectre electromagnètic, encara que molta de l'energia és la part de llum visible de l'espectre. Els raigs solars s'atenuen a mesura que passen per l'atmosfera i així es redueix la insolació sobre la superfície de la terra a uns 1.000 watts per metre quadrat sobre una superfície perpendicular als raigs solars a nivell del mar i en un dia clar.
La situació real varia amb l'angle solar a diferents períodes de l'any d'acord amb la distància del viatge de la llum solar a través de l'aire i depenent de la boirina atmosfèrica i la coberta de núvols. ignorant els núvols, la insolació mitjana de la terra és aproximadament de 250 watts per metre quadrat (6 (kW·h/m²)/dia), tenint en compte la menor intensitat de radiació a principi del dia i al capvespre, i està pràcticament absent de nit. 
La insolació del Sol també es pot expressar en Sols, on un Sol és igual a 1.000 W/m² al punt d'arribada, amb kWh/(m²·dia) mostrat com hores/dia. Un “Sol” és una unitat de flux d'energia, no un valor estàndard de la insolació real.

## Usos
En el disseny de naus espacials i en planetologia la insolació és la variable principal que afecta la temperatura d'equilibri. En la construcció la insolació és important per al disseny d'un edifici situat en un clima particular i també és importat per al confort humà i l'eficiència energètica.
L'efecte de projecció s'aplica en arquitectura per a fer que els edificis siguin més frescos a l'estiu i més calents a l'hivern amb estructures que maximitzin la insolació a l'hivern i la minimitzin a l'estiu.
Per la correcta col·locació de les plaques fotovoltaiques.
En enginyeria civil i hidrologia els models numèrics de fosa de la neu i escorrentia fan servir les observacions de la insolació. Això perment estimar la taxa d'alliberament d'aigua congelada.
| Factor de conversió (multiplicar la fila superior pel factor per obtenir la columna lateral) | Factor de conversió (multiplicar la fila superior pel factor per obtenir la columna lateral) | Factor de conversió (multiplicar la fila superior pel factor per obtenir la columna lateral) | Factor de conversió (multiplicar la fila superior pel factor per obtenir la columna lateral) | Factor de conversió (multiplicar la fila superior pel factor per obtenir la columna lateral) | Factor de conversió (multiplicar la fila superior pel factor per obtenir la columna lateral) |
|                                                                                              | W/m²                                                                                         | kW·h/(m²·dia)                                                                                | hores/dia de sol                                                                             | kWh/(m²·y)                                                                                   | kWh/(kWp·y)                                                                                  |
| -------------------------------------------------------------------------------------------- | -------------------------------------------------------------------------------------------- | -------------------------------------------------------------------------------------------- | -------------------------------------------------------------------------------------------- | -------------------------------------------------------------------------------------------- | -------------------------------------------------------------------------------------------- |
| W/m²                                                                                         | 1                                                                                            | 41.66666                                                                                     | 41.66666                                                                                     | 0.1140796                                                                                    | 0.1521061                                                                                    |
| kW·h/(m²·dia)                                                                                | 0.024                                                                                        | 1                                                                                            | 1                                                                                            | 0.0027379                                                                                    | 0.0036505                                                                                    |
| hores/dia de sol                                                                             | 0.024                                                                                        | 1                                                                                            | 1                                                                                            | 0.0027379                                                                                    | 0.0036505                                                                                    |
| kWh/(m²·y)                                                                                   | 8.765813                                                                                     | 365.2422                                                                                     | 365.2422                                                                                     | 1                                                                                            | 1.333333                                                                                     |
| kWh/(kWp·y)                                                                                  | 6.574360                                                                                     | 273.9316                                                                                     | 273.9316                                                                                     | 0.75                                                                                         | 1                                                                                            |